# دي. بيج إلمور
دي. بيج إلمور هو سياسي أمريكي، ولد في 31 مايو 1939 في ناساودوكس في الولايات المتحدة، وتوفي في 26 يونيو 2010 في سالزبوري في الولايات المتحدة بسبب سرطان. نشط حزبياً في الحزب الجمهوري. وقد انتخب عضو مجلس النواب لولاية ماريلند ‏.